# Alenka Rančić
Alenka Rančić (ur. 17 lutego 1935 w Kninie, zm. 26 stycznia 2005 w Belgradzie) – jugosłowiańska i serbska aktorka teatralna, filmowa i telewizyjna oraz scenarzystka.

## Wybrane role filmowe
- 1961: Skrawek błękitnego nieba (Parče plavog neba) – Marija
- 1965: Dziewczyna kłamie (Lažnivka)
- 1965: Żołnierki (Le soldatesse) – Anthea Telesiou
- 1967: Przebudzenie szczurów (Buđenje pacova) – Mirela
- 1968: Mściciel z Przeklętej Góry (Uka i Bjeshkëve të Nemura) – matka Valbony
- 1971: Pułapka na generała (Klopka za generala) – matka
- 1973: Życie dla miłości (Živjeti od ljubavi) – Ana
- 1979: Klasa narodowa (Nacionalna klasa do 785 ccm) – Emilija Cukon
- 1979: Ostatnia gonitwa (Poslednja trka) – starsza klasy
- 1981: Jakaś inna kobieta (Neka druga žena) – matka Bobana
- 1981: Połów w mętnej wodzie (Lov u mutnom) – Mara, żona przewodniczącego rady domu